# Villeneuve-les-Genêts
Villeneuve-les-Genêts é uma comuna francesa na região administrativa de Borgonha-Franco-Condado, no departamento de Yonne. Estende-se por uma área de 25,56 km². Em 2010 a comuna tinha 292 habitantes (densidade: 11,4 hab./km²).